# Jörg Schwanke
Jörg Schwanke (ur. 12 stycznia 1969 w Peitz) – niemiecki piłkarz występujący na pozycji pomocnika. Trener piłkarski.

## Kariera klubowa
Schwanke treningi rozpoczął w zespole Energie Cottbus. Następnie grał w juniorach BFC Dynamo, a w 1986 roku wrócił do Energie. W sezonie 1988/1989 został włączony do jego pierwszej drużyny. W DDR-Oberlidze zadebiutował 13 sierpnia 1988 w wygranym 2:1 meczu z FC Carl Zeiss Jena. W Energie grał do końca sezonu 1990/1991.
W 1991 roku Schwanke przeszedł do VfL Bochum z Bundesligi. Zadebiutował w niej 30 listopada 1991 w przegranym 0:1 meczu z 1. FC Köln. W sezonie 1992/1993 spadł z zespołem do 2. Bundesligi, ale w kolejnym awansował z nim z powrotem do Bundesligi.
W 1995 roku Schwanke odszedł do Unionu Berlin z Regionalligi. W kolejnych latach grał w innych zespołach tej ligi – LR Ahlen oraz SV Babelsberg 03. W 2000 roku wrócił do LR Ahlen, grającego już w 2. Bundeslidze. Występował tam do sezonu 2001/2002. Potem grał w zespołach SC Paderborn 07 (Regionalliga), Dresdner SC (Regionalliga), BFC Dynamo (V liga), SV Babelsberg 03 (Oberliga), Union Berlin (Oberliga), Germania Schöneiche (Oberliga) oraz RSV Waltersdorf. W 2008 roku zakończył karierę.
W Bundeslidze rozegrał 59 spotkań i zdobył 2 bramki.

## Kariera reprezentacyjna
W reprezentacji NRD Schwanke wystąpił jeden raz, 12 września 1990 w wygranym 2:0 towarzyskim meczu z Belgią.